# Бруссе, Франсуа
Франсуа́ Жозе́ф Викто́р Бруссе́ (фр. François Joseph Victor Broussais; 14 декабря 1772 года, Сен-Мало — 17 ноября 1838 года, Витри-сюр-Сен) — французский врач, профессор в Париже.

## Биография
Франсуа Бруссе родился 14 декабря 1772 года в Сен-Мало. Окончив дижонскую коллегию, поступил хирургом во французский флот; довершил изучение медицины в Париже, где и занимался практикой до 1805 года.
Затем Бруссе был военным врачом в походах в Голландию, Германию, Италию и Испанию, в 1814 году был вторым врачом при военном госпитале в Val de-Grâce, в 1820 году — профессором там же и в 1830 году — профессором общей патологии и терапии медицинского факультета. 
В 1832 году Франсуа Бруссе был избран в члены Академии наук. 
Основатель особого учения о болезнях (бруссеизм), по которому жизнь поддерживается и сохраняется только возбуждением; автор терапии кровопусканием. Теория Бруссе приобрела во Франции немало последователей, которые называли себя «физиологической школой», однако за пределами страны не имела особого успеха. С расширением точных физиологических знаний односторонность и преувеличения бруссэизма вскоре получили должную оценку. Несмотря на ложность посылов Бруссе, его учение по большому счёту благоприятно повлияло на ход развития медицины ибо инициировало более тщательное изучение патологической анатомии и более точное наблюдение так называемых специфических признаков болезни, существование которых Бруссе со своей школой категорически отрицал.
Франсуа Жозеф Виктор Бруссе умер 17 ноября 1838 года в Витри-сюр-Сене.
Его имя носит больница в Париже - больница Бруссе (фр.).

## Труды
- «Examen de la doctrine medicale generalement adoptee» (4 изд., 1829—34, 4 т.).

- Examen de la doctrine méd́icale généralement adoptée, et des systèmes modernes de nosologie dans lequel on détermine par les faits et par le raisonnement, leur influence sur le traitement et sur le terminaison des maladies ; suivi d'un plan d'études fondé sur l'anatomie et la physiologie pour parvenir à la connaissance du siège et des symptômes des affections pathologiques, et à la thérapeutique la plus rationnelle, 1816.
- Examen des doctrines médicales et des systèmes de nosologie : précédé de propositions renfermant la substance de la médecine physiologique : в 3 т.. — Paris : Méquignon-Marvis, 1821.
- Traité de physiologie appliquée à la pathologie, 1822. — [Переиздан в 1834 в 2 т.]
- Traité de physiologie pathologique, 1825.
- Traité sur l'irritation et sur la folie, 1828.